# Batangafo
Batangafo è una subprefettura della Prefettura di Ouham, nella Repubblica Centrafricana.